# Dávlia
Dávlia, en grec moderne : Δαύλεια, est un village et ancien dème du district régional de Béotie, en Grèce-Centrale. Après avoir été une municipalité autonome, dépendant de l'ancien nome de Béotie, elle a été intégrée, lors de la réforme territoriale de 2011, dans le dème de Livadiá dont elle constitue un district municipal. Le territoire de Dávlia couvre la partie orientale du mont Parnasse. Dávlia tire son nom de l'antique Daulis, dont les vestiges sont visibles sur une hauteur au sud de la ville.
Selon le recensement de 2011, la population du district municipal compte 1 686 habitants tandis que celle du village s'élève à 1 232 habitants.